# 新基础集合论
在数理逻辑中，新基础集合論（NF）是公理化集合論的一種，由蒯因构想出來作为对《数学原理》中类型论的简化。蒯因1937年於《数理逻辑的新基础》一文中首次提及NF（此即其名稱的由來）。請注意，此条目大多是在談论NFU，這是Jensen於1969年所提出，並由Holmes於1998年闡述的一重要变体。

## 类型论TST
改进版本的类型论TST的基本谓词是等於和成员关系。TST有一个线性的类型层次：类型0由不加描述的个体组成。对于每个（元-）自然数n，类型n+1的对象是类型n对象的集合；类型n的集合有类型为n-1的成员。用等號连接的對象必须有相同的类型。下列两个原子公式简洁的描述了定类型规则：{\displaystyle x^{n}=y^{n}\ }和{\displaystyle x^{n}\in y^{n+1}}（符号仍可改进）。
TST的公理是：
- 外延性：带有相同成员的相同（正数）类型的集合是相等的；
- 概括公理模式，也就是：

如果{\displaystyle \phi (x^{n})\ }是公式，则集合{\displaystyle \{x^{n}\mid \phi (x^{n})\}^{n+1}}存在。
换句话说，给定任何公式{\displaystyle \phi (x^{n})\ }，存在集合{\displaystyle A^{n+1}\ }使得{\displaystyle \forall x^{n}\exists A^{n+1}[x^{n}\in A^{n+1}\leftrightarrow \phi (x^{n})]}为真。
这个类型论比于《数学原理》首次发表的类型论簡單許多，因為它還得包括其参数不必然都有同样类型的关系类型。在1914年，諾伯特·維納展示了如何把有序对编码为集合的集合。这使得以这里描述的集合层次的方式消除了关系类型。

## 蒯因集合论

### 公理和层化
新基础（NF）是通过放弃TST的类型区别而获得的。NF的公理有：
- 外延性：有相同元素的两个对象是同一个对象；
- 概括模式：所有TST的概括实例，但去掉了类型索引（并且不用引入在变量之间新的同一性）。

通过约定，NF的概括模式使用层化公式的概念來陈述，而不直接提及类型。一个公式{\displaystyle \phi }被称为是层化的，如果存在从语法片段到自然数的一个函数f，使得对于任何{\displaystyle \phi }的原子子公式{\displaystyle x\in y}有f(y) = f(x) + 1；而对于任何{\displaystyle \phi }的原子子公式{\displaystyle x=y}，有f(x) = f(y)。概括接着变成：
对于每个层化公式{\displaystyle \phi }存在{\displaystyle \{x\mid \phi \}}。甚至在层化概念内隐含的对类型的间接提及也可以消除。Hailperin在1944年证实了概括等价于它的一些推論的有限合取，所以NF可以有限的公理化而不提及类型的概念。
对于朴素集合论概括好像是不自洽的，但是在这里不是。例如，不可能的罗素类{\displaystyle \{x\mid x\not \in x\}}不是NF集合，因为{\displaystyle x\not \in x}不能被层化。

### 有序对
关系和函数在TST（以及NF和NFU）中以通常的方式定义为有序对。首先由Kuratowski在1921年提议的有序对常用的定义对于NF和相关理论有个严重缺陷：结果的有序对必定有比它的参数（它的左和右投影）的类型高2的类型。所以為了决定分层，函数有比它的定义域的成员高3的类型。
如果能以其类型是同它的参数一样的类型的方式定义对（导致一个类型齐平有序对），则关系或函数有只比它的域的成员的类型高1的类型。所以NF和相关理论通常采用蒯因的有序对的集合论定义，這樣得出的是类型的类型-齐平的有序对。Holmes（1998）把有序对与它的左和右投影定為原始概念。幸运的是，無論有序对是通过定义或通过假定（就是作為原始概念）而类型齐平，通常是不重要的。
类型齐平有序对的存在蕴涵了“无穷公理”，而NFU +“无穷公理”解释了NFU +“存在着类型齐平的有序对”（它们不是同样的理论，但是区别无关紧要）。反过来，NFU +“无穷公理”+“选择公理”证明了类型齐平有序对的存在。

### 有用的大集合的可容纳性
NF（以及NFU +“无穷公理”+“选择公理”，下面描述并已知是相容的）允许构造两种集合，它們都是ZFC和它的真扩展所不允许的，因为“太大”的緣故（某些集合论在真类的名义下接受这些实体）：
- 全集V。因为{\displaystyle x=x}是层化公式，通过概括存在全集{\displaystyle V=\{x\ |\ x=x\}\ }。直接的推论是所有集合都有补集，而在NF下的整个集合论全集有一个布尔结构。
- 基数和序数。在NF（和TST）中，存在n个元素的所有集合的集合（这里循环性只是外观上的）。所以弗雷格的基数定义在NF和NFU中可行；基数是集合在等势关系下的等价类：集合A和B是等势的，如果存在它们之间的双射，在这种情况下我们写为{\displaystyle A\sim B\ }。类似的，序数是良序集合在相似关系下的等价类。

## NF(U)如何避免集合论悖论
NF清除了三个周知的集合论悖论。NFU這個{相对}相容的理论也避免了这些悖论，增强了我们對這些理論的信心。
罗素悖论：{\displaystyle x\not \in x}不是层化公式，所以不會通過概括的任何推論得出{\displaystyle \{x\mid x\not \in x\}}的存在性。蒯因构造NF的时候大概最关注于这个悖论。
关于最大基数的康托尔悖论利用了康托尔定理对全集的应用。康托尔定理声称（假定ZFC）任何集合的{\displaystyle A\ }的幂集{\displaystyle P(A)\ }大于{\displaystyle A\ }（没有从{\displaystyle P(A)\ }到{\displaystyle A\ }的单射函数）。但如果{\displaystyle V\ }是全集的话，当然有从{\displaystyle P(V)\ }到{\displaystyle V\ }的单射。為了解决这个问题，我们需要注意到{\displaystyle |A|<|P(A)|\ }在类型论中没有意义：{\displaystyle P(A)\ }的类型比{\displaystyle A\ }的类型高1。正确的有类型版本（它是在类型论中的定理，成立的原因就像康托尔定理在ZF中成立那樣）是{\displaystyle |P_{1}(A)|<|P(A)|\ }，这里的{\displaystyle P_{1}(A)\ }是{\displaystyle A\ }的單元素子集的集合。在这个定理中，使我们感兴趣的特殊实例是{\displaystyle |P_{1}(V)|<|P(V)|\ }：單元素集合们少于集合们（因此一个元素的集合们少于全体对象，如果我们在NFU中的话）。从全集到这些單元素集合明显的双射{\displaystyle x\mapsto \{x\}\ }不是一个集合；它不是集合是因为它的定义是非层化的。注意在所有已知的NFU的模型中{\displaystyle |P_{1}(V)|<|P(V)|<<|V|\ }都成立；“选择公理”允许我们不只证明有基本元素，而且在{\displaystyle |P(V)|\ }和{\displaystyle |V|\ }之间有很多基数。
我们现在引入某些有用的概念。若集合{\displaystyle A\ }满足{\displaystyle |A|=|P_{1}(A)|\ }，就被称为康托尔式的：康托尔式集合满足通常形式的康托尔定理。集合{\displaystyle A\ }满足进一步条件{\displaystyle (x\mapsto \{x\})\lceil A\ }，即单元素集合映射在A上的限制，则不只是康托尔式的而且是强康托尔式的。
下面是关于最大序数的布拉利-福尔蒂悖论。我们定义(跟从朴素集合论)序数是良序排序在相似性下的等价类。在序数上有一个明显的自然的良序排序；因为它是良序排序所以它属于一个序数{\displaystyle \Omega \ }。(通过超限归纳法)可直接证明在小于一个给定序数{\displaystyle \alpha \ }的序数们上的自然次序的序类型是{\displaystyle \alpha \ }自身。但是这意味着{\displaystyle \Omega \ }是小于{\displaystyle \Omega \ }的序数们的序类型，因此它严格小于所有序数的序类型 -- 但是通过定义，后者是{\displaystyle \Omega \ }自身！
在NF(U)中对这个悖论的解决开始于观察到在小于{\displaystyle \alpha \ }的序数们上的自然次序的序类型的类型比{\displaystyle \alpha \ }的类型高。因此类型齐平有序对的类型比它的参数的类型高1，而常规的Kuratowski有序对高3。对于任何序类型{\displaystyle \alpha \ }，我们可以定义比{\displaystyle \alpha \ }的类型高1的序类型：如果{\displaystyle W\in \alpha \ }，则{\displaystyle T(\alpha )\ }是次序{\displaystyle W^{\iota }=\{(\{x\},\{y\})\mid xWy\}}的序类型。T运算的烦琐只是外观上的；可以轻易的证明T是在序数们上的严格的单调(序保持)运算。
我们可以用层化的方式重申关于序类型的引理：在小于{\displaystyle \alpha \ }的序数们上的自然次序的序类型是{\displaystyle T^{2}(\alpha )\ }或{\displaystyle T^{4}(\alpha )\ }，依赖于使用哪个有序对定义(我们在下文中假定类型齐平有序对)。从此我们可演绎出在小于{\displaystyle \Omega \ }的序数们上的序类型是{\displaystyle T^{2}(\Omega )\ }，从它我们演绎出{\displaystyle T^{2}(\Omega )<\Omega \ }。因此T运算不是个函数；我们不能有从序数到序数的严格单调集合映射，它向下映射一个序数！因为T是单调的，我们有{\displaystyle \Omega >T^{2}(\Omega )>T^{4}(\Omega )\ldots }，在序数们中的“递减序列”不能是集合。
某些人已经断言这个结果证实了没有NF(U)的模型是“标准”的，因此在任何NFU的模型中序数们外在的不是不是良序的。我们不接受这种立场，而我们注意到还有一个NFU的定理，任何NFU的集合模型都有非良序的“序数”；NFU不结论出全集V是NFU的模型，尽管V是集合，因为成员关系不是集合关系。
关于数学在NFU中的进一步开发，和与在ZFC中相同的开发的比较，请参见数学的集合论实现（en:Implementation of mathematics in set theory）。
蒯因在1940年第一版的《数理逻辑》的集合论中，结合了von Neumann-Bernays-Gödel集合论的真类于NF，并为真类包括了一个无限制概括的公理模式。在1942年，J. Barkley Rosser证明了蒯因的集合论遭受Burali-Forti悖论。在1950年，王浩展示了如何修正蒯因的公理来避免这个问题，蒯因在1951年第二和最终版本的《数理逻辑》中包括了结果的公理化。

## 引用
- Holmes, Randall, 1998. Elementary Set Theory with a Universal Set. Academia-Bruylant. The publisher has graciously consented to permit diffusion of this introduction to NFU via the web. Copyright is reserved.
- Jensen, R. B., 1969, "On the Consistency of a Slight(?) Modification of Quine's NF," Synthese 19: 250-63. With discussion by Quine.
- Quine, W. V., 1980, "New Foundations for Mathematical Logic" in From a Logical Point of View, 2nd ed., revised. Harvard Univ. Press: 80-101. The definitive version of where it all began, namely Quine's 1937 paper in the American Mathematical Monthly.